# Jan van Galen
Jan (Johan) van Galen (Essen, 1604/1605 – Livorno, 23 maart 1653) was een vlootvoogd van de Republiek der Zeven Verenigde Nederlanden.

## Levensloop

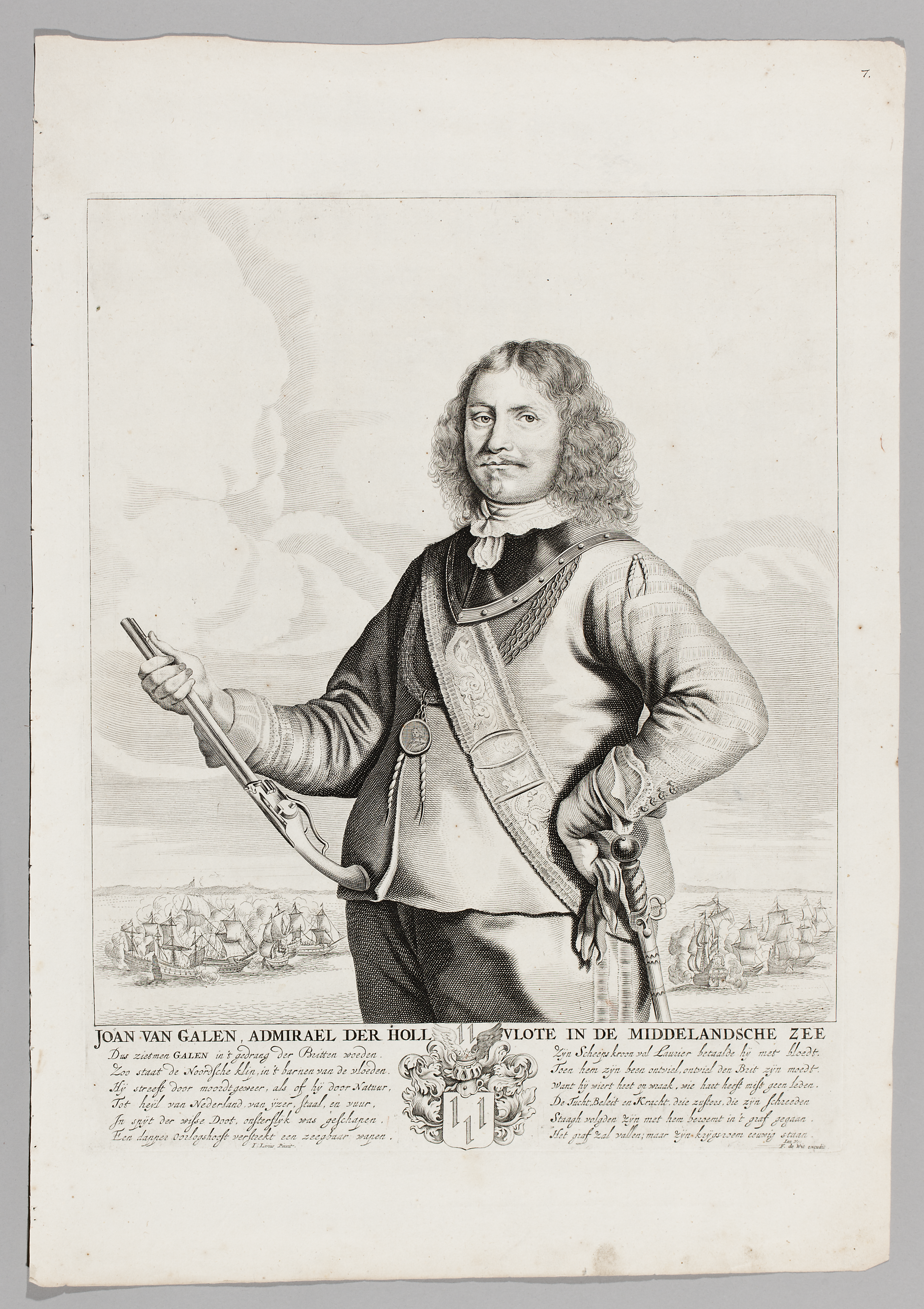
Admiraal Jan van Galen

Jan van Galen werd in 1604 of 1605 geboren in Essen in het Rijnland. Zijn vader stierf al jong en Jan was door geldnood gedwongen om zijn fortuin op zee te zoeken in de Republiek. Hij trad in 1630, kennelijk meteen als kapitein, in dienst bij de 'directiekamer van Amsterdam', de Directie voor Vaart op het Oosten en Noorwegen, een particuliere instantie die de oorlogsvloot moest bijstaan. Hij was op dat moment luitenant-commandeur van een klein schip. Van 1631 tot 1638 voer hij op de konvooidienst in Het Kanaal en de Oostzee. In 1633 viel hij met de Maurits twee Duinkerker kapers en een kaper uit Lübeck aan. Hij veroverde er twee, waarvoor hij een gouden ereketen kreeg. Hij werd in 1635 benoemd tot ordinaris-kapitein, dus in vaste dienst, omdat men bang was dat zo'n bekwaam zeeman anders als kapitein bij een andere marine in dienst zou treden. In 1636 raakte hij voor een paar maanden in Engelse gevangenschap omdat hij een Duinkerker tot in de haven van Helford (nabij Falmouth) achtervolgde en prijsnam. Na moeizaam diplomatiek overleg werd hij vrijgelaten.

### Zeeslag bij Duins

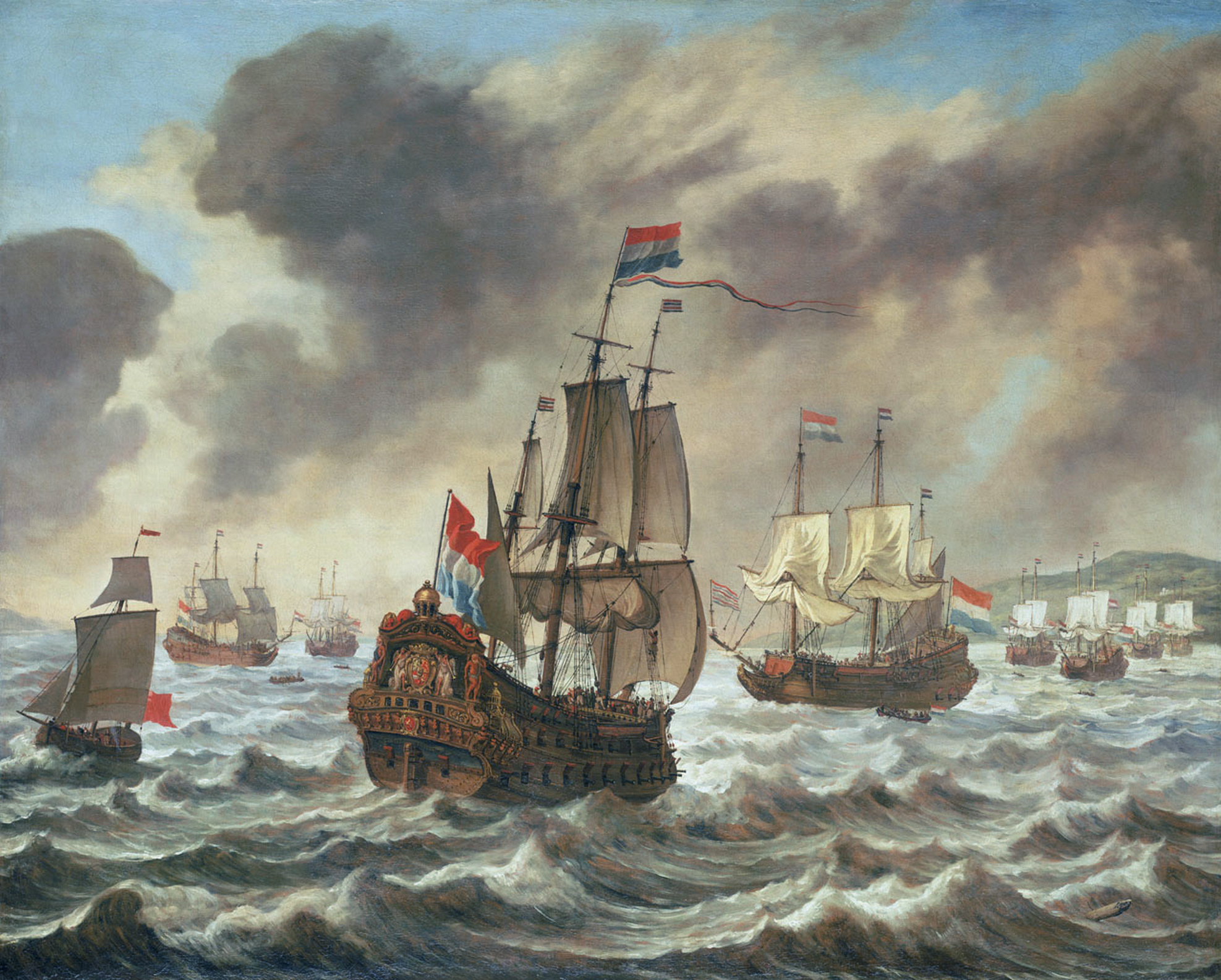
Reinier Nooms: De Zeeslag bij Duins, Rijksmuseum Amsterdam

Van Galen behaalde onder meer successen in de Zeeslag bij Duins tegen de Spaans-Portugese vloot (1639) onder commandeur Joris van Cats. Hij werd eerst door Maarten Tromp ingezet als bemiddelaar met de neutrale Engelsen; in de slag zelf deed hij mee aan de aanval op de Santa Tereza, bracht nog een ander galjoen tot zinken en nam er een prijs.

### Ruzie met Witte de With
In 1645 deed hij op de Goude Maen als schout-bij-nacht en derde in bevel mee aan een groot konvooi naar de Oostzee onder viceadmiraal Witte de With om een Deense blokkade te breken. Daarbij ontstond een grote ruzie tussen beiden – Van Galen was nog steeds in particuliere dienst en vertikte het zich door De With te laten kleineren – die ermee eindigde dat Van Galen zijn vlag neerhaalde ende trappende die met voeten, alsoo sijn obstinatie en hardnekkige ongehoorsaemheyd toonde. Door de krijgsraad van de vloot werd hij in de boeien geslagen en in Kopenhagen, de hoofdstad van de tegenstander, aan wal gezet. Men verzocht de Denen hem gevangen te houden totdat De With terugkwam. Het Deense hof wist niet goed hoe in deze absurde situatie te handelen. Op voorspraak van de Franse gezant werd Van Galen uiteindelijk in vrijheid gesteld.

### Barbarijse zeerovers
Daarna was hij in de jaren 1648–1650, nog steeds in dienst van de directie, actief tegen de Barbarijse zeerovers. Bij de reis van 1649 was de latere admiraal Isaac Sweers adelborst op Van Galens Goude Maen. In Sweers' autobiografische verslag staat hoe Van Galen op 2 juli in de baai van Cádiz overvallen werd door Spaanse 'schelmen'. Hij keerde juist terug naar zijn schip in een sloep. Hij had 4000 guldens bij zich, verdiend met het als slaaf verkopen van twintig krijgsgevangen Moorse kapers. Hoewel zijn eigen bemanning vrijwel onbewapend was, weigerde de koppige Van Galen het geld af te geven. Alle Nederlanders werden in het hierop volgende gevecht neergestoken; Van Galen zelf kreeg elf steekwonden. Het geld werd door de Spaanse autoriteiten echter achterhaald en de daders werden gehangen.

### Rentenieren
In 1650 probeerde hij Salé een verdrag af te dwingen, maar dat mislukte doordat een hulpvloot uit Algiers de Marokkaanse haven bijstond. In datzelfde jaar verliet hij de zeedienst omdat hij voldoende prijzen had genomen ("gewonnen") om te gaan rentenieren; daarbij was hij nog niet geheel hersteld van zijn verwondingen.

### Eerste Engelse Oorlog
Na het uitbreken van de Eerste Engels-Nederlandse Oorlog in 1652 kreeg hij op 13 juli het eerbiedig verzoek van de Staten-Generaal als commandeur het commando over te nemen van een flottielje onder Joris van Cats in de Middellandse Zee dat de Engelse Levantvloot verhinderde om huiswaarts te varen. De Staten zagen Cats als een zwak commandant met onvoldoende gezag in zijn eigen vloot. Hij aanvaardde onmiddellijk, maar wees erop, dat hij, alsoo onder de Vloote vremde, en verscheyde van Jalousie bevangen en ingenomen sal vinden. Men begreep op wie hij doelde en hij kreeg speciale bevelen mee voor Van Cats en Cornelis Tromp, waarin stond dat ze hem hoe dan ook moesten gehoorzamen. Zelfs nu trad hij nadrukkelijk niet in dienst bij de eigenlijke marine, een instelling waarover Van Galen zich altijd negatief uitliet.

#### Slag bij Elba
Op 3 augustus 1652 begon hij aan een reis over de Alpen naar Livorno, waar hij op 1 september aankwam. Op 7 september veroverde hij in de Slag bij Elba de Phoenix en joeg de rest van de Engelse vloot de neutrale havens van Porto Longone en Livorno in. Hierop wachtte hij de ontwikkelingen af, wat tot een conflict leidde met de Staten-Generaal, die op een snelle beslissing gehoopt hadden. Van Galen dreigde met het neerleggen van zijn commando als hij geen vrijheid van handelen kreeg.

#### Slag bij Livorno

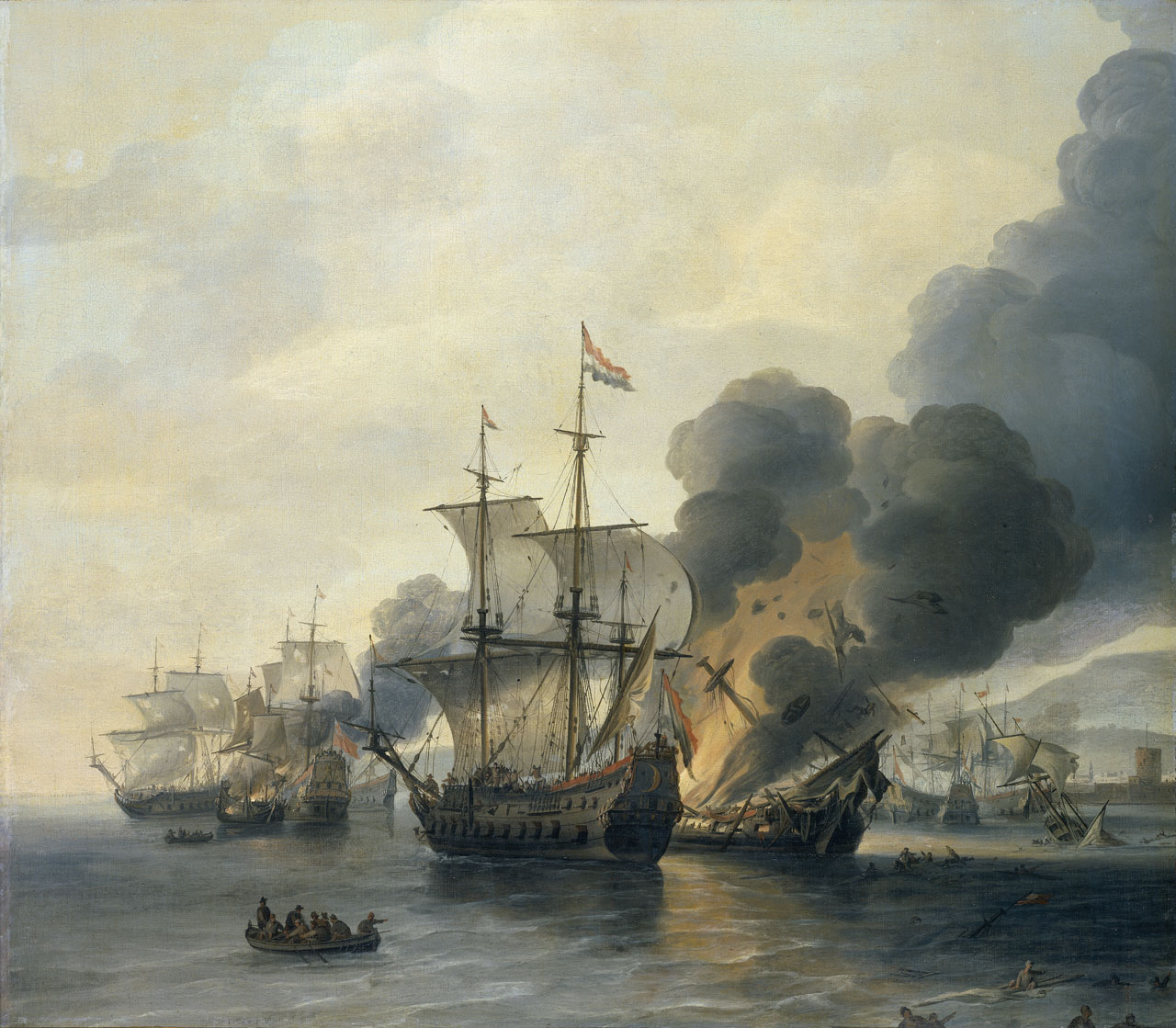
Willem van Diest: De Slag bij Livorno, National Maritime Museum, Greenwich (Londen)

De Engelsen zonden een grote hulpvloot, maar die keerde om toen hij de Britse Middellandse Zee-vloot uiteindelijk vernietigend versloeg in de Slag bij Livorno op 14 maart 1653 (gregoriaanse kalender). Cornelis Tromp stond toen als kapitein onder zijn commando. Van Galen overleed negen dagen later, op 23 maart, aan de daarbij opgelopen verwondingen. De tweede kanonskogel die zijn schip raakte, verbrijzelde zijn rechteronderbeen. Hij hield dit een poosje verborgen, totdat de opperstuurman het opmerkte en hem dwong zich benedendeks te laten verzorgen. Ter plaatse werd zijn been tot de knie geamputeerd. Van Galen dronk nog een glas wijn en liet zich toen weer naar de commandopositie brengen om de slag verder te leiden. Ondanks verzorging in het huis van de Nederlandse gezant te Livorno, Peter van der Straaten, ging zijn toestand door bloedvergiftiging hard achteruit. Hij liet zijn kapiteins naar zijn sterfbed roepen en verzocht dat alle wilden voor het lieve Vaderlant cloeckelijcken strijden, doordien een gerechtige saeck voorhadden en niet te twijfelen of Godt de Heere soude onse waepenen zeegenen.

## Held

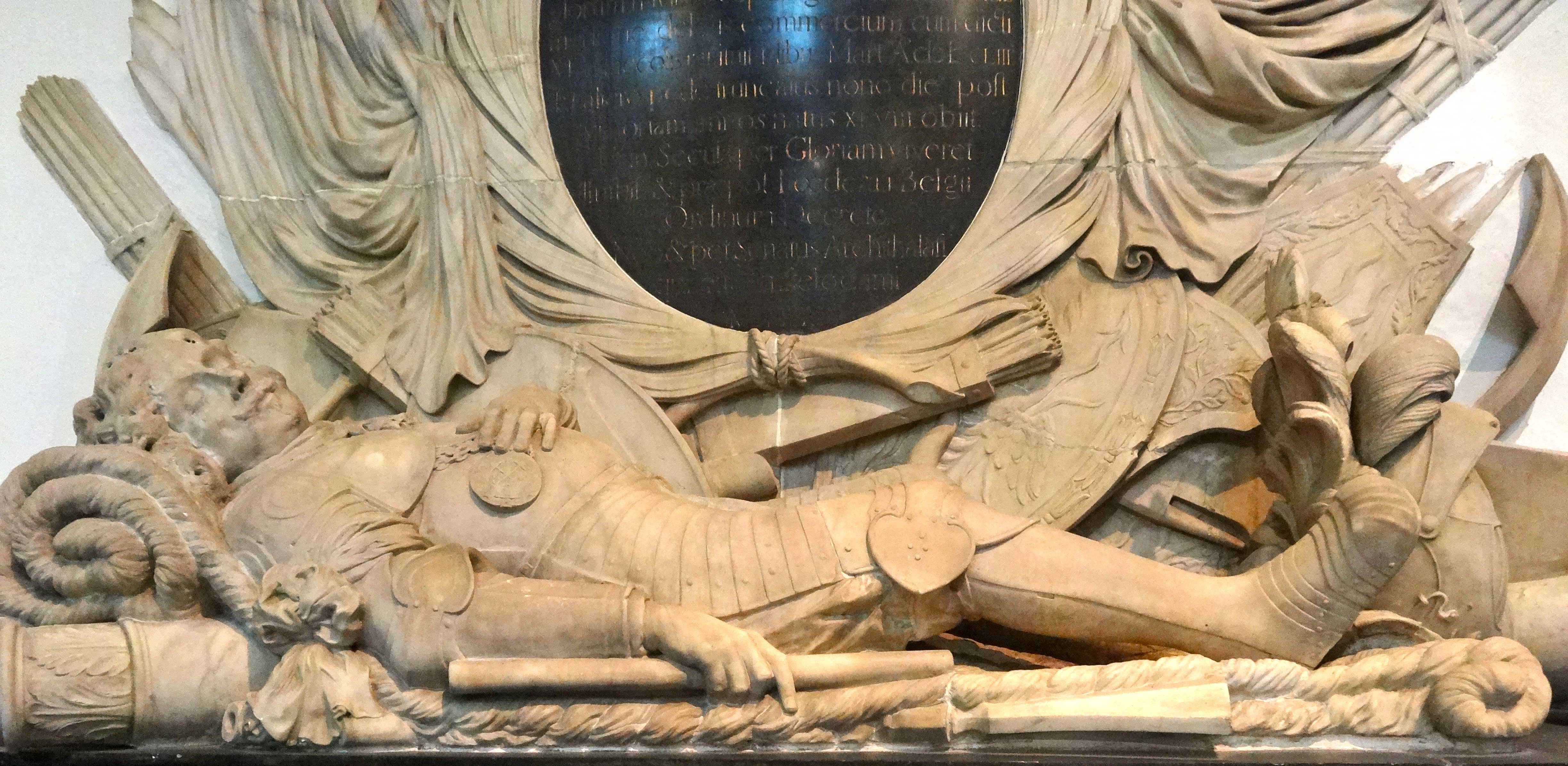
Het praalgraf voor Jan van Galen in de Nieuwe Kerk te Amsterdam

Van Galen was een principieel man, die categorisch weigerde bij de marine in dienst te treden en geen bevelen wenste aan te nemen van de marinebevelhebbers. Door zijn bekwaamheden en successen werd hij toch steeds als scheepskapitein ingehuurd en kon hij zijn eigen eisen stellen, waardoor hij het gezag verkreeg over vloten van de Republiek.
Daar echte Nederlandse overwinningen in de Eerste Engelse Zeeoorlog dun gezaaid waren, viel Van Galen een enorme heldenverering ten deel. Hij ligt begraven in de Nieuwe Kerk te Amsterdam. In 1656 werd een praalgraf opgericht van Willem de Keyser en Rombout Verhulst. Het heeft als grafdicht:

Hier leit in 't Graf van Eer den dapperen Van Galen,
Die eerst ging buit op buit Kastiliën afhalen,
En, met een Leeuwenhert, nabij 't Toskaensche strant,
De Britten heeft verjaegt, verovert en verbrandt.

- Biografisch Portaal: 14033851
- Digitale Bibliotheek voor de Nederlandse Letteren: gale005
- Gemeinsame Normdatei: 136109543
- International Standard Name Identifier: 0000 0000 5839 5640
- Nederlandse Thesaurus van Auteursnamen: 073764485
- Système universitaire de documentation: 257399674
- Virtual International Authority File: 80510144
- WorldCat: E39PBJg4kPBJQXgkVwvjvvJJjC